# 男はつらいよ 寅次郎の休日
『男はつらいよ 寅次郎の休日』（おとこはつらいよ とらじろうのきゅうじつ）は、1990年12月22日に公開された日本映画。男はつらいよシリーズの43作目。上映時間は106分。観客動員は208万3000人、配給収入は14億1000万円（14億8000万円とも）。同時上映は『釣りバカ日誌3』。

## 作品概要
- 満男と泉の恋と、寅次郎と泉の母の恋が、同時進行して描かれる。
- 前作・前々作で浪人していた満男が大学に入学する。
- 渥美の葬儀で山田監督が読んだ弔辞によると、この頃から「渥美の体の衰えが目立つようになっていた」との事である。

## あらすじ
旅先で寅次郎が見る夢は、平安貴族の格好をした寅次郎が月見をしていて、さくらに出会うシーン。「さくら式部」は生き別れの「あにじゃびと」を探している(冒頭の夢は4作ぶり、空想的なものとしては7作ぶりに復活した。次々作でもう一度用いられてこれが最後となる)。
1990年10月、満男の憧れの人・泉が突然東京へやって来た。晴れて大学生になっていた満男は大喜びするが、名古屋に住んでいる泉が上京してきたのは、愛人ができて別居中の父親に会い、母親とのよりを戻してもらうためであった。翌日、泉と満男は父親の勤め先の東京の秋葉原に出掛けるが、父親はすでにそこでの仕事を辞めて、交際女性の郷里の大分県日田市に行ってしまったという。
もう一度家族三人で暮らしたいと願う泉の切実な思いを、ちょうど旅から帰った寅とともに聞いたさくら達だが、父親のことはいったんあきらめ、母親の元に帰るという泉の話を聞き、それでよかったのではないかと納得する。しかし翌日泉は、東京駅まで見送りに来ていた満男に、別れの間際に、父親の居る日田へ向かう事を告げる。居ても立っても居られなくなった満男は、扉が閉まる寸前に新幹線に乗り込んでしまった。その旨を新幹線の中からの電話で聞いたさくら達は心配で狼狽するが、寅だけは満男を子ども扱いするなと言う。ところが、そこへ泉の母親・礼子（夏木マリ）が、お礼のためくるまやへとやって来る。美しい礼子に惚れてしまった寅は、前言をあっさり撤回して満男たちを子ども扱いし、満男と泉を追いかけて、礼子と共にブルートレインで日田へと向かう。
日田祇園祭の最中の日田に着いた泉は、満男に勇気を与えられながら、父親を訪ねて行く。そこで父・一男（寺尾聰）が、薬局を営む交際相手の幸枝（宮崎美子）と共に幸せに暮らしているのを感じ取る。一男は日焼けして元気そうで「パパじゃないみたい」であり、幸枝は思っていたような「怖いような女の人」ではなく、温かみのある女性だった。納得せずにはいられなかった泉は、父親に一言別れの挨拶を告げ、立ち去る。
父を取り戻せないことを悟って涙を流す泉の肩を、満男は戸惑いながらも抱いてやる。すると、どこからともなく寅の声がする。見れば、寅が礼子と一緒にいるではないか。こうして再会した母と娘、伯父と甥は、その近くの天ヶ瀬温泉の旅館に泊まることになる。礼子は無理に陽気に振舞い、寅のことを「あなた」と呼んだりする。寅はそれをいい気分で受け止めるが、深夜になって満男から「あれは悲しみをまぎらすための冗談だ」と釘を刺される。一方、母娘の部屋では、礼子が酔っ払って声を上げて泣き、それを泉が慰めていた。寅たちは、隣室から聞こえるその声にどうすることも出来ず、黙って眠るのであった。翌朝、泉と礼子が寅と満男に置手紙を残して先に名古屋に帰るところを、満男が旅館近くの天ヶ瀬温泉街のバス停まで走って追いかけ、二人を見送る。寅と満男も柴又へ帰り、ほどなく寅は旅に出てゆく。
後日、礼子が勤め先のクラブに出勤してくると、寅が来店し花束と手紙だけを置いて立ち去ったという。ホステスたちに寅のことを訊かれて「私の恋人よ」と言い、「来てくれたんだ、寅さん」と呟く。正月になり、また突然泉が家に挨拶に来たことを外出先で知り、満男は家へと自転車を飛ばしながら、「幸せとは何か？」を寅に問いかける形でしみじみと考える。
自転車をこぎながら満男は考える・・「僕だって幸せになりたいともっと貪欲に考えている・・でも・・おじさん、幸せってなんだろう・・泉ちゃんはお父さんは幸せそうに暮らしていると言ったけど、あのお父さんは本当に幸せなんだろうか・・おじさんのことについて言えば、タコ社長は寅さんが一番幸せだと言うけど、おじさんは本当に幸せなんだろうか・・仮におじさん自身は幸せだと思っていたとしても、母さんの目から見て不幸せだとすればいったいどちらが正しいのだろうか・・人間は本当にわかりにくい生き物だとこのごろしみじみ思うんだ」

## エピソード
- 2019年公開の『男はつらいよ お帰り 寅さん』では、本作の後日談に当たる映像が使用されている（及川一男を演じたのは本作の寺尾聰ではなく橋爪功）。
- DVDに収録されている「特典映像」の「予告編」には以下のような別バージョンや没シーンが使用されている。
  - 泉を追いかける満男の真似をする寅さんのシーン。本編では「発車オーライ」のあと「ポー」のセリフがあるが予告編では別バージョンとなっている。
  - 旅先の橋の上で一人たたずむ寅。
  - お土産の英和辞書をさくらに渡すシーン。予告編では「こっち方」となっているが本編では「右っかた、左っかた」に変更されている。
  - 日田から帰る泉たちを追いかける満男が赤い橋の上を走る別アングル。
  - 冒頭、ウイスキーを飲ませ酔っ払った釣り人とともに歩くシーンで本編では石橋の上になっているが、予告編では農道に変更されており、寅が自転車を押している。

## スタッフ
- 監督：山田洋次
- 脚本：山田洋次、朝間義隆
- プロデューサー：島津清
- 音楽：山本直純

## キャスト
- 車寅次郎：渥美清
- 諏訪さくら：倍賞千恵子
- 礼子：夏木マリ
- 諏訪満男：吉岡秀隆
- 車竜造（おいちゃん）：下條正巳
- 車つね（おばちゃん）：三崎千恵子
- 諏訪博：前田吟
- 社長（桂梅太郎）：太宰久雄
- 源公：佐藤蛾次郎
- 御前様：笠智衆
- ポンシュウ：関敬六
- 釣り人：人見明
- 茶屋の主人：小島三児
- ヤマギワ電機・内藤：笹野高史
- 茶屋のおかみ：田中世津子
- 武野功雄
- 旅館本陣の女中:田中利花
- 三平:北山雅康
- ゆかり:マキノ佐代子
- 葛西:笠井一彦
- 満男の友人 吉村（よっちん）：古本新之輔
- 同・田辺：白鳥勇人
- 井上ユカリ
- ホステス：川井みどり
- 同：杏さち子
- 篠原靖治
- 及川一男：寺尾聰
- 幸枝（さちえ）：宮崎美子
- 及川泉：後藤久美子
- 備後屋:露木幸次（ノンクレジット）

## 挿入曲
- テクラ・バダジェフスカ作曲：『乙女の祈り』オルゴール～泉がくるまやを訪れる場面。柴又商店街から聞こえてくる。
- スティーブン・フォスター作曲：『故郷の人々』～満男の部屋で泉と満男が電子オルガンを弾く。
- 荻野目洋子『六本木純情派』～礼子の経営するスナックでホステスが歌う。電気街で流れる。

- フレデリック・ショパン作曲：『夜想曲第2番 変ホ長調 作品9-2』（電子オルガンに編曲）～泉が満男と父に会いに秋葉原の大型電気店を訪ねる。
- リヒャルト・ワーグナー作曲：『結婚行進曲』電子ピアノ（オペラ『ローエングリン』第3幕第1場『婚礼の合唱』より）夜、くるまやで寅さんが満男の結婚を想像で語る。

- 徳永英明『JUSTICE』～満男と泉が九州に向かう新幹線車内。

- 大分民謡『マテ突き唄』～寅さんら4人が泊まった旅館本陣で聞こえてくる。

- 『踊るポンポコリン』～満男が旅館本陣で歌う。三平が自転車に乗りながら口笛を吹く。

## ロケ地
- 大分県日田市、天瀬町(天ヶ瀬温泉街)、玖珠町(亀都起神社)
- 東京都江戸川区、八王子市(満男の通う学校の設定)、千代田区(東京駅、泉の勤務先)
- 神奈川県南足柄市(杉山商店・寅が電話をかける)
- 愛知県名古屋市(礼子の勤務先)

佐藤2019、p.643より

## 受賞歴
- 第14回日本アカデミー賞優秀助演男優賞／吉岡秀隆[3]
- 同・優秀助演女優賞／後藤久美子
- 第33回ブルーリボン賞邦画BEST10第2位
- 第9回ゴールデングロス賞優秀銀賞[4]

- 第1回文化庁優秀映画作品賞長編映画部門